# Nikolái Vavílov
Nikolái Ivánovich Vavílov (en ruso: Николай Иванович Вавилов; Moscú, 25 de noviembre de 1887-Sarátov, 26 de enero de 1943) fue un botánico y genetista ruso que identificó los centros de origen de muchas plantas cultivadas.
En 1940, fue ingresado en prisión por ser un defensor de la genética, una "seudociencia burguesa", que se oponía al lysenkismo de Trofim Lysenko, apoyado a su vez por Stalin. En 1941, Vavílov fue condenado, de acuerdo con el Artículo 58 del Código Penal de la RSFS de Rusia, a la muerte por fusilamiento. El 23 de junio de 1942, el Presídium del Sóviet Supremo de la URSS conmutó su condena a una pena de veinte años en los campos de trabajo correccional del Gulag.
Nikolái Vavílov sufrió de distrofia (nutrición defectuosa de los músculos, lo que lleva a la parálisis) y murió en la cárcel N.º 1 de Sarátov, por malnutrición, el 26 de enero de 1943, a los 55 años.

## Biografía
Provenía de una familia de comerciantes de Moscú. Fue hermano de Serguéi Vavílov, un físico de renombre.
Tras graduarse en el Instituto Agrícola de Moscú, durante 1911 y 1912 trabajó en la Oficina de Botánica Aplicada y en la Oficina de Micología y Fitopatología. Luego, entre 1913 y 1914, viajó por Europa e investigó la inmunidad de los vegetales, en colaboración con el profesor William Bateson, uno de los fundadores de la genética moderna.
Vavílov organizó una serie de expediciones botánico-agronómicas por todo el mundo mientras desarrollaba su teoría de los centros de origen de las plantas cultivadas y creaba la mayor colección de semillas del mundo en aquella época (que fue preservada diligentemente incluso durante el Sitio de Leningrado).
Los centros de origen de las especies de cultivo son aquellas regiones en donde se inició su proceso de domesticación, selección y mejoramiento y donde aún se encuentran parientes silvestres de dichas especies.
Este científico también formuló la ley de las series homólogas de variación.

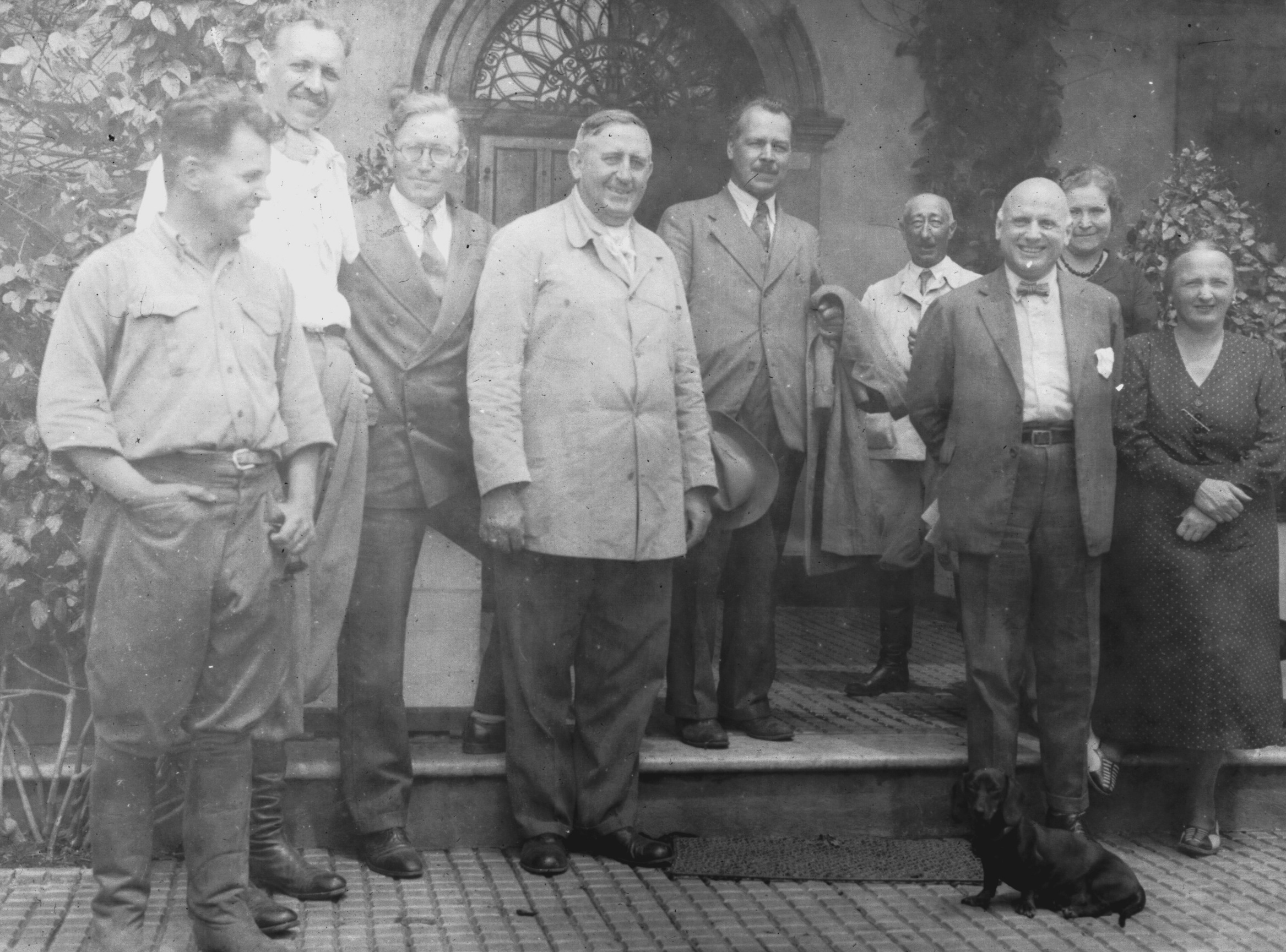
En 1937, Nikolái Vavílov (quinto, de izquierda a derecha) visitó al genetista vegetal alemán Dr. Alberto Boerger (cuarto, de izquierda a derecha), director del Instituto Fitotécnico y Semillero Nacional (en la ciudad uruguaya de La Estanzuela), donde se había logrado duplicar la producción de trigo mediante el mejoramiento genético, con un gran impacto económico en Argentina, Uruguay y sur de Brasil.

Fue miembro del Soviet Supremo de la Unión Soviética, presidente de Sociedad Geográfica Rusa y ganador del Premio Lenin.
Parte de las enormes colecciones de germoplasma vegetal fueron tomadas por un grupo militar alemán que tenía como misión recogerlas en 1943 y fueron transferidas al Instituto de Plantas de las SS, establecido en el castillo de Lannach, cerca de la ciudad de Graz en Austria. Sin embargo, el comando solo pudo apoderarse de las muestras almacenadas en estaciones de investigación agrícola localizadas en los territorios ocupados por las tropas alemanas, principalmente en Ucrania y Crimea. El banco de genes principal de Leningrado no se vio afectado. El líder del comando alemán era Heinz Brücher, un oficial de las SS que también era experto en genética vegetal.
El Instituto Vavílov de Industria Vegetal en San Petersburgo aún mantiene una importante colección de material genético de origen vegetal. El instituto originalmente era la Oficina de Botánica Aplicada, pero fue reorganizado en 1924 para que fuese el Instituto Soviético de Investigación en Botánica Aplicada y Nuevos Cultivos, y en 1930 se convirtió en el Instituto de Investigación en Industria Vegetal. Nikolái Vavílov fue el jefe de esta institución desde 1921 hasta 1940. En 1968 fue renombrado con su nombre, al cumplirse 75 años del nacimiento de Vavílov.

## Obra
Publicados en el Boletín de botánica aplicada, del Instituto de la Industria de las Plantas de Leningrado
- «Studies on the origin of cultivated plants» (‘estudios sobre el origen de las plantas cultivadas’), 1926.
- «Земледельческий Афганистан» (‘agricultura afgana’), 1929.
- «México y Centroamérica como centro básico de origen de las plantas cultivadas del Nuevo Mundo», 1930.
- «Mexico and Central America, as the principal centre of origin of the cultivated plants of the New World» (‘México y Centroamérica como centro básico de origen de las plantas cultivadas del Nuevo Mundo’), 1931.
- «The rôle of central Asia in the origin of cultivated plants» (‘el rol de Asia Central en el origen de las plantas cultivadas’), 1931.
- «Селекция как наука» (‘la selección como ciencia’), 1934.
- «Закон гомологических рядов в наследственной изменчивости» (‘la ley de las series homólogas en mutabilidad genética’), 1935.
- «Учение о происхождении культурных растений после Дарвина» (‘la teoría del origen de las especies cultivadas, después de Darwin’), 1940.

### Obra en inglés
- The origin, variation, immunity & breeding of cultivated plants (traducido por K. Starr Chester). Chronica Botanica 13:1-366, 1951
- Origin and geography of cultivated plants (traducido por Doris Love]. Cambridge: Cambridge University Press, 1992. ISBN 0-521-40427-4
- Five continents (traducido por Doris Löve). Roma: IPGRI; San Petersburgo: VIR, 1997 ISBN 92-9043-302-7

## Otras lecturas
- Alekseev, V. P. (1987): artículo en inglés publicado en la revista Sovetskaia Etnografiia. Akademiia nauk SSSR i Narodnyi komissariat prosveshcheniia RSFSR (6): págs. 72-80. PMID 11636003.
- Bakhteev, F. K.; y Dickson, J. G. (1960): "To the History of Russian Science: academician Nicholas IV an Vavilov on his 70th Anniversary (26 November 1887 - 2 August 1942)", artículo en inglés publicado en la revista The Quarterly Review of Biology, 35 (2): pág. 115. doi:10.1086/403015.
- Berdyshev, G. D.; Savchenko, N. I.; Pomogaĭbo, V. M.; Shcherbina, D. M.; y Samorodov, V. N. (1978): "Celebration of the 90th anniversary of the birth of N. I. Vavilov in the Ukraine", artículo en inglés publicado en la revista TSitologiia i Genetika, 12 (2): págs. 177-179. PMID 356364.
- Cohen, Barry Mendel (1980): Nikolai Ivanovich Vavilov: his life and work; tesis de doctorado de la Universidad de Texas en Austin.
- «Correspondence legacy of N. I. Vavilov», artículo en inglés publicado en la revista Genetika, 15 (8): págs. 1525-1526; 1979. PMID 383572.
- Delone, N. L. (1988): "Significance of the scientific heritage of N.I. Vavilov in the development of space biology (on the centenary of his birth)", artículo en inglés publicado en la revista Kosmicheskaia Biologiia i Aviakosmicheskaia Meditsina, 22 (6): págs. 79-83. PMID 3066990.
- Khuchua, K. N. (1978). "Life and career of Academician N. I. Vavilov, on the 90th anniversary of his birth", artículo en inglés publicado en la revista TSitologiia i Genetika, 12 (2): págs. 174-177. PMID 356363.
- Kondrashov, V. (1978). "On the 90th birthday of N. I. Vavilov", artículo en inglés publicado en la revista Genetika, 14 (12): pág. 2225. PMID 369949.
- Levina, E. S. (1987): artículo en inglés publicado en la revista Voprosy Istorii Estestvoznaniia i Tekhniki (Institut Istorii Estestvoznaniia i Tekhniki; Akademiia Nauk SSSR) (4): págs. 34-43. PMID 11636235.
- Nabhan, Gary Paul (2008): Where our food comes from: retracing Nikolay Vavilov’s quest to end famine. ISBN 978-1-59726-399-3
- Raipulis, J. (1987). artículo en inglés publicado en la revista Vestis. Izvestiia. Latvijas PSR Zinatnu Akademija (9): págs. 71-76. PMID 11635329.
- Reznik, S. y Vavilov, Y. (1997): "The Russian scientist Nicolay Vavilov" (prefacio a la traducción al inglés del libro de Vavilov, N. I.: Five continents. Roma (Italia): IPGRI, 1997.
- Vasina-Popova, E. T. (1987). "The role of N. I. Vavilov in the development of Soviet genetics and animal selection", artículo en inglés publicado en la revista Genetika, 23 (11): págs. 2002-2006; 1987. PMID 3322935.
- Huerga Melcón, Pablo (2023): "Vavilov en España. Una Odisea en busca de la escanda" ISBN 978-8-41265-270-3

## Eponimia

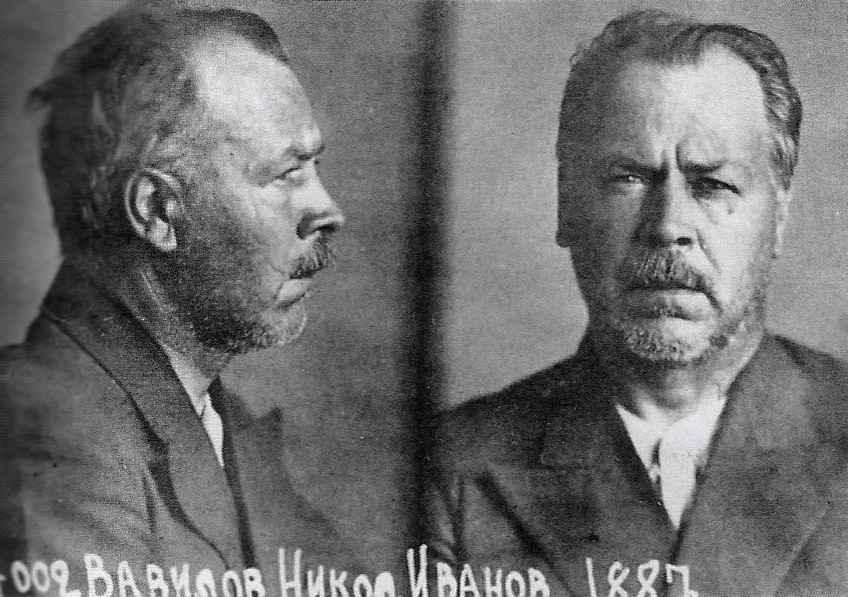
Nikolái Vavílov en la cárcel, en 1942. Fallecería en el siguiente invierno, el 26 de enero de 1943, a los 55 años.

### Astronomía
- El cráter lunar Vavilov lleva este nombre en su memoria,[8] honor compartido con su hermano, el físico Serguéi Ivánovich Vavílov (1891-1961).
- El planeta menor (2862) Vavilov ―un asteroide de gran tamaño en el cinturón principal de asteroides, entre las órbitas de Marte y Júpiter―, que fue descubierto el 15 de mayo de 1977 por el astrónomo soviético Nikolái Stepánovich Chernyj (1931-2004), también lleva su apellido y el de su hermano.[9]

### Botánica
Género
- (Fabaceae) Vavilovia Fed.[10]

Especies
- (Alliaceae) Allium vavilovii Popov & Vved.[11]
- (Asteraceae) Arctium vavilovii (Kult.) S.López, Romasch., Susanna & N.Garcia[12]
- (Rosaceae) Prunus × vavilovii (Popov) A.E.Murray[13]
- (Solanaceae) Solanum vavilovii Juz. & Bukasov[14]
- La abreviatura «Vavilov» se emplea para indicar a Nikolái Vavílov como autoridad en la descripción y clasificación científica de los vegetales.[15]